# Angel in the Night
| Recensione  | Giudizio |
| ----------- | -------- |
| Digital Spy | [ 2 ]    |
| Skiddle     | [ 3 ]    |

Angel in the Night è un singolo del DJ e cantante svedese Basshunter, pubblicato nel 2008 ed estratto dall'album Now You're Gone - The Album.

## Video musicale
Il video musicale vede la partecipazione della modella iraniana Aylar Lie ed è stato girato a Oslo (Norvegia).

## Tracce
12"
1. A1. Angel in the Night (Headhunters Remix) – 5:38
2. A2. Angel in the Night (Extended Remix) – 5:18
3. B1. Angel in the Night (Soulseekerz Extended Mix) – 7:47
4. B2. Angel in the Night (Ali Payami Remix) – 6:37